# مجلة تسايت
مجلّة تسايت (بالأَلمانِيَّة: Zeit Magazin) هِي مجلّة مُنوِّعة عامَّة أَلمانِيّة. تصدُرُ أسبوعياً من مدِينة هامبُورغ، كل يوم خمِيس باللُّغَةُ الأَلمانِيَّة. تُصدِّرُها مجمُوعةٌ دي تسايت التَّابِعة لمجمُوعةٌ هُولتسبرينك لِلنَّشرِ. وقد صَدر العدد الأَوَّل مِن المجلَّة فِي شَهر أُكتُوبر عام 1970. تُقدِم المجلَّة مجمُوعة مِن المقَالَات المُنتَقاة حولَ المُجتمع، والسِّياسة، والثَّقافة، والأَزياء، وأَنِماط الحياة، والتَرفِيه، وغيرها عَبْر عدد مِن التّقارير، والصُّور، والمُقابِلات، والمَساحات الحرّة الَّتِي تضعها المجلَّة أمام كُتّابُها.

## انظُر أيضاً
- صحِيفة دي تسايت.

## وصِلات خارِجِيّة
- الصّفحة الرّسميّة لمجلّة تسايت (باللُّغة الألمانِيّة).